# Michele Polverino
Michele Polverino (sinh ngày 26 tháng 9 năm 1984) là một tiền vệ bóng đá người Liechtenstein, thi đấu cho FC Balzers ở Liechtenstein.

## Danh hiệu
- U-15 Cúp bóng đá Thụy Sĩ-vô địch
- Thăng hạng cùng với FC Vaduz to the Axpo Super League

## Bàn thắng quốc tế
Tỉ số và kết quả liệt kê bàn thắng của Liechtenstein trước.
| #  | Ngày                 | Địa điểm                                     | Đối thủ    | Tỉ số | Kết quả | Giải đấu                 |
| -- | -------------------- | -------------------------------------------- | ---------- | ----- | ------- | ------------------------ |
| 1. | 9 tháng 9 năm 2009   | Sân vận động Rheinpark, Vaduz, Liechtenstein | Phần Lan   | 1–1   | 1–1     | Vòng loại World Cup 2010 |
| 2. | 9 tháng 2 năm 2011   | Stadio Olimpico, Serravalle, San Marino      | San Marino | 1–0   | 1–0     | Giao hữu                 |
| 3. | 3 tháng 6 năm 2011   | Sân vận động Rheinpark, Vaduz, Liechtenstein | Litva      | 2–0   | 2–0     | Vòng loại Euro 2012      |
| 4. | 22 tháng 3 năm 2013  | Sân vận động Rheinpark, Vaduz, Liechtenstein | Latvia     | 1–0   | 1–1     | Vòng loại World Cup 2014 |
| 5. | 14 tháng 8 năm 2013  | Sân vận động Rheinpark, Vaduz, Liechtenstein | Croatia    | 2–2   | 2–3     | Giao hữu                 |
| 6. | 14 tháng 12 năm 2017 | Sân vận động Hamad bin Khalifa, Doha, Qatar  | Qatar      | 2–1   | 2–1     | Giao hữu                 |